# Чентурипе
Чентурипе (італ. Centuripe, сиц. Centorbi) — муніципалітет в Італії, у регіоні Сицилія,  провінція Енна. Чентурипе розташоване на відстані близько 520 км на південь від Рима, 135 км на південний схід від Палермо, 45 км на захід від Енни. Населення — 5531 особа (2014).
Щорічний фестиваль відбувається 18 - 19 вересня. Покровитель — San Prospero.

## Назва
- Кентуріпе / Центуріпе (лат. Centuripae) — назва римської доби.

## Демографія
Населення за роками:

Станом на 1 січня 2023 року в муніципалітеті офіційно проживали 124 іноземці з 17 країн, серед них 87 громадян країн Євросоюзу та 1 громадянин України.

## Сусідні муніципалітети
- Адрано
- Б'янкавілла
- Бронте
- Кастель-ді-Юдіка
- Катенануова
- Патерно
- Рандаццо
- Регальбуто